# Olive Lembe di Sita
Marie Olive Lembe di Sita (29 de julio de 1976) es la ex primera dama de la República Democrática del Congo. Durante largo tiempo fue la novia del presidente congoleño Joseph Kabila con quien se casó el 17 de junio de 2006, convirtiéndose oficialmente en la primera dama de su país.
En 1998, nació una hija de la pareja, Sifa Kabila, llamada así por la supuesta madre de Kabila, y la ex primera dama Sifa Mahanya.
El 1 de junio de 2006, el jefe de la Maison Civile, Theo Mugalu, anunció oficialmente la boda de Lembe di Sita con el presidente. Surgieron dos fechas diferentes, algunos informes que indicaban el 10 de junio de 2007 y otros que indicaban el 10 de junio de 2006. La boda finalmente tuvo lugar el 17 de junio de 2006 en la residencia presidencial, en La Gombe, Kinshasa. Como el presidente Kabila es protestante y Lembe di Sita es católica, la ceremonia fue de algún modo ecuménica, celebrada por el cardenal Etsou (católico), y el obispo Pierre Marini Bodho (protestante).